# Marquesado de Heredia
El marquesado de Heredia es un título nobiliario español creado en 10 de septiembre de 1833 por el rey Fernando VII, con grandeza de España, para su ministro Narciso de Heredia y Begines, II conde de Heredia Spínola. 

## Titulares
|                           | Titular                                             | Periodo                   |
| Creación por Fernando VII | Creación por Fernando VII                           | Creación por Fernando VII |
| ------------------------- | --------------------------------------------------- | ------------------------- |
| I                         | Narciso Fernández de Heredia y Begines de los Ríos  | 1833-1843                 |
| II                        | Narciso de Heredia y Heredia                        | 1845-1913                 |
| III                       | Narciso Antonio de Heredia y Saavedra               | 1913-1918                 |
| IV                        | Manuel de la Roza y Heredia                         | 1918-1958                 |
| V                         | María del Carmen de la Roza y Dorronsoro            | 1958-1998                 |
| VI                        | Francisco de Asís González de Regueral y de la Roza | 1998-2020                 |
| VII                       | Alfonso González de Regueral y González             | 2021-actual               |

## Historia de los marqueses de Heredia
- Narciso Fernández de Heredia y Begines de los Ríos (Gines, 11 de septiembre de 1775–Madrid, 8 de septiembre de 1843),[2] I marqués de Heredia y II conde de Heredia-Spínola.[1]

Casó en primeras nupcias con María Soledad Cerviño Pontejos (m. 1816), hija de Domingo Cerviño Trevijano y nieta de los marqueses de Pontejos. De su primer matrimonio tuvo dos hijas, Narcisa y Josefa de Heredia y Cerviño, esta última, casada con Narciso Heredia Peralta, padres del II marqués de Heredia. Contrajo un segundo matrimonio en marzo de 1823 con María Dolores Salabert y Torres, V condesa de Ofalia por cesión de su padre, hija de Félix María de Salabert O'Brian y O'Connor, V marqués de Torrecilla, VI marqués de Valdeolmos, y IV conde de Ofalia, y de su esposa, Petra de Torres Feloaga y Ponce de León. El 4 de junio de 1845 le sucedió su nieto.
- Narciso de Heredia y Heredia,[4] II marqués de Heredia.[1]

Contrajo matrimonio con Leonor Saavedra-Ramírez y Cueto (París, 1832-Madrid, 1912), hija Ángel María de Saavedra y Ramírez de Baquedano, III duque de Rivas, y de su esposa María de la Encarnación de Cueto y Ortega. El 18 de julio de 1913 le sucedió su hijo:
- Narciso Antonio de Heredia y Saavedra (n. 1856–1917), III marqués de Heredia.[4][1]

Casó con María Josefa Gayoso de los Cobos y Sevilla, XIII condesa de Amarante. El 6 de noviembre de 1918 le sucedió su sobrino, hijo de su hermana María del Carmen Heredia y Saavedra y de su esposo Manuel de la Roza, VII marqués de Valbuena de Duero:
- Manuel de la Roza y Heredia (1875–1957), IV marqués de Heredia[1] y VIII marqués de Valbuena de Duero.[4]

Casó con Carmen Dorronsoro  Rojo.  El 4 de julio de 1958 le sucedió su hija:
- María del Carmen de la Roza y Dorronsoro  (m. 1998), V marqués de Heredia.[4][1]

Casó con Francisco González de Regueral y Bailly, II marqués (pontificio) de Santa María de Carrizo.  El 1 de septiembre de 1998 le sucedió su hijo:
- Francisco de Asís González de Regueral y de la Roza,(m. el 20 de diciembre de 2020) VI marqués de Heredia,[1] XI marqués de Valbuena de Duero y de Santa María de Carrizo, uso autorizado en España el 4 de octubre de 1995.[4] Le sucedió su sobrino:

- Alfonso González de Regueral y González, VII marqués de Heredia.[6]